# Cacau
Claudemir Jerônimo Barretto (Mogi das Cruzes, 27. ožujka 1981.), poznatiji kao Cacau, umirovljeni je njemački nogometaš iz Brazila koji je igrao na poziciji napadača. Cacau je njemačko državljanstvo dobio u veljači 2009., kada je debitirao za reprezentaciju protiv Kine. Nastupao je za njemačku reprezentaciju na Svjetskom nogometnom prvenstvu 2010., gdje je postigao jedan pogodak.

## Vanjske poveznice
- Službena stranica (njem.) (port.)
- FIFA Profil  Arhivirana inačica izvorne stranice od 18. srpnja 2012. (Wayback Machine)
- NFT Profil
- ESPN Profil  Arhivirana inačica izvorne stranice od 21. travnja 2010. (Wayback Machine)
- "Fussball-gott" (njem.)
- Statistika  Arhivirana inačica izvorne stranice od 23. kolovoza 2009. (Wayback Machine) na Transfermarkt (njem.)
- Statistika na Fussballdaten.de (njem.)